# Calisto (satélite)
Calisto é um satélite de Júpiter, descoberta em 7 de janeiro de 1610 por Galileu Galilei. É a terceira maior lua do Sistema Solar e a segunda maior do planeta Júpiter. Tem cerca de 99% do diâmetro de Mercúrio, mas apenas um terço de sua massa. É a quarta lua de Galileu por distância a Júpiter, com um raio orbital de cerca de 1 880 000 quilômetros. Não faz parte da ressonância orbital que afeta os outros três satélites de Galileu (Io, Europa e Ganimedes), e portanto, não sofre aquecimento pelas forças de maré. Sua rotação diferencial é síncrona, ou seja, uma face está sempre virada para Júpiter, enquanto a outra nunca é visível do planeta. A superfície de Calisto é menos afetada pela magnetosfera de Júpiter do que os seus outros satélites internos porque sua órbita está mais afastada do planeta.
É composto de quantidades aproximadamente iguais de rocha e gelo, com uma densidade média de 1,83 g/cm³. Os componentes identificados por espectroscopia da superfície incluem gelo, dióxido de carbono, silicatos e compostos orgânicos. Investigações pela sonda Galileu revelam que Calisto pode ter um pequeno núcleo de silicato e possivelmente um oceano subterrâneo de água líquida em profundidades superiores a 100 quilômetros.
Sua superfície é cheia de crateras e extremamente antiga. Não há nenhum sinal de atividade tectônica ou vulcanismo em sua superfície e pensa-se que sua evolução tem ocorrido principalmente sob a influência dos impactos de diversos meteoritos ao longo de sua existência. Os principais acidentes geográficos incluem várias crateras de impacto, grandes bacias de impacto com vários anéis concêntricos e cadeias de crateras com escarpas, cumes e depósitos. Em pequena escala, a superfície é variada e consiste em pequenos depósitos brilhantes congelados no topo das colinas, cercados por uma baixa manta de material escuro. A idade absoluta dos acidentes geográficos é desconhecida.
É cercado por uma atmosfera extremamente fina composta por dióxido de carbono, e provavelmente, oxigênio molecular, bem como por uma ionosfera bastante intensa. Pensa-se que Calisto se formou por uma lenta acreção a partir do disco de gás e poeira que circundava Júpiter após sua formação. A lenta convecção no interior de Calisto, que teve início logo após sua formação, produziu uma diferenciação parcial e oferece a possibilidade de que haja um oceano subterrâneo, a uma profundidade de 100 a 150 quilômetros, e pequeno núcleo rochoso.
A provável presença de um oceano dentro de Calisto deixa aberta a possibilidade de que possa abrigar vida. No entanto, acredita-se que as condições de Europa são melhores para a vida do que as de Calisto. Várias sondas já estudaram a lua. Por causa dos baixos níveis de radiação em sua superfície, Calisto tem sido considerado o local mais adequado para uma base para a futura exploração humana do sistema de Júpiter.

## Descoberta e nomeação
Calisto foi descoberto em janeiro de 1610 por Galileu Galilei, junto com as outras três luas de Galileu. Entretanto, é possível que tenha sido observado pelo astrônomo chinês Gan De em 362 a.C. O satélite recebeu o nome de uma das várias amantes de Zeus na mitologia grega. Na mitologia grega, Calisto foi uma ninfa (ou, de acordo com algumas fontes, a filha de Licaão) que foi associada à deusa da caça Ártemis. O nome foi sugerido por Simon Marius pouco tempo depois da descoberta da lua. Marius atribuiu a sugestão a Johannes Kepler. No entanto, os nomes dos satélites de Galileu não foram usados por um tempo considerável, e só foram utilizados normalmente no século XX. Em grande parte da literatura astronômica, Calisto é conhecido por sua designação com números romanos, um sistema introduzido por Galileu, com o nome de Júpiter IV, ou "o quarto satélite de Júpiter".

## Órbita e rotação

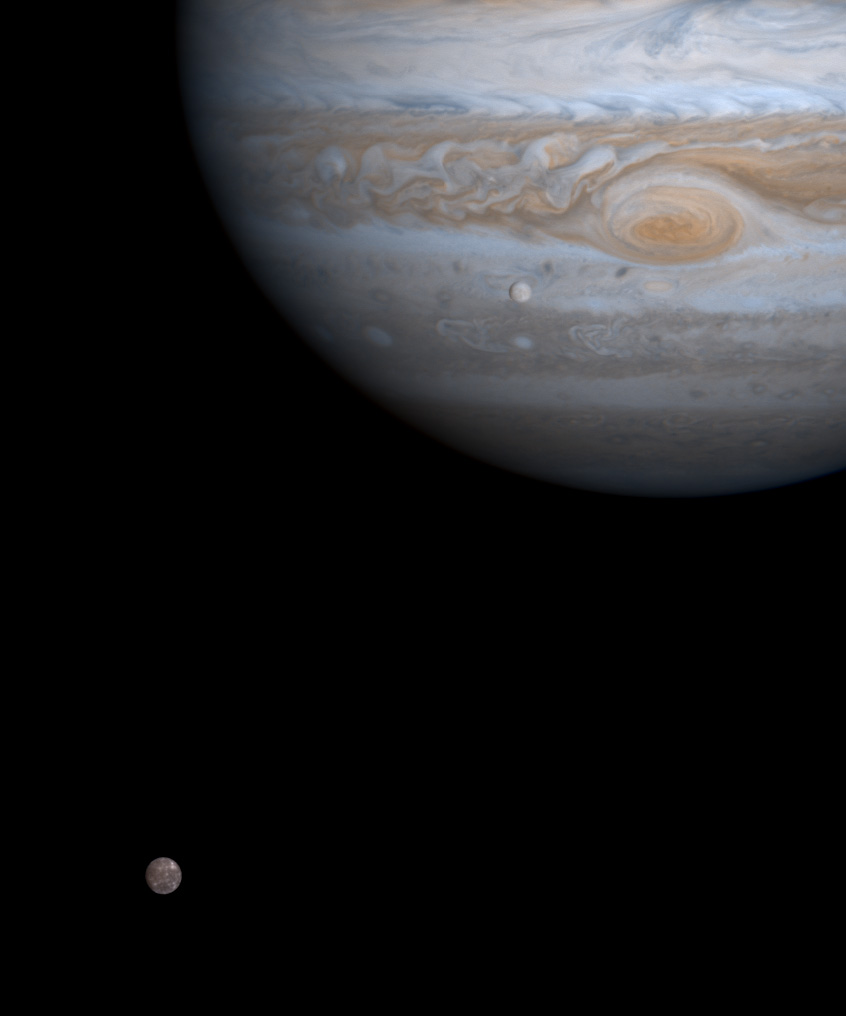
Imagem da sonda Cassini-Huygens mostrando Júpiter, Calisto (canto inferior esquerdo) e Europa (no canto inferior esquerdo da Grande Mancha Vermelha).

Calisto é o satélite de Galileu mais distante de Júpiter, orbitando o planeta a uma distância de 1 880 000 quilômetros (26,3 vezes o raio de 71 398 quilômetros de Júpiter em si). Isso é muito maior que o semieixo maior do segundo satélite de Galileu mais longe de Júpiter, Ganimedes (1 070 000 quilômetros). Por causa dessa distância relativamente grande a Júpiter, Calisto não participa da ressonância orbital que afeta os outros três satélites de Galileu. Como a maioria das luas do Sistema Solar, a rotação de Calisto é síncrona, ou seja, o tempo que ele leva para completar uma órbita em torno de Júpiter é o mesmo tempo que leva para completar uma volta em torno do seu próprio eixo (16,7 dias terrestres). Sua órbita é pouco excêntrica e inclinada, mas muda quase periodicamente devido às perturbações gravitacionais solares e planetárias, em uma escala de tempo de séculos. A excentricidade orbital de Calisto muda de 0,0072 a 0,0076 e sua inclinação muda de 0,20 a 0,60°. Essas alterações orbitais causam a inclinação axial variar de 0,4 a 1,6°.
A isolação dinâmica de Calisto significa que nunca houve aquecimento de marés no satélite, o que teve importantes consequências para sua estrutura interna e evolução. Sua distância a Júpiter também significa que o fluxo de partículas carregadas da magnetosfera do planeta em sua superfície é relativamente baixa—cerca de 300 vezes menor do que em Europa, por exemplo. Consequentemente, ao contrário das outras luas de Galileu, a irradiação de partículas carregadas teve um efeito relativamente menor na superfície de Calisto, sendo o nível de radiação na superfície equivalente a uma dose de cerca de 0,01 rem (0,1 mSv) por dia.

## Características físicas

### Composição

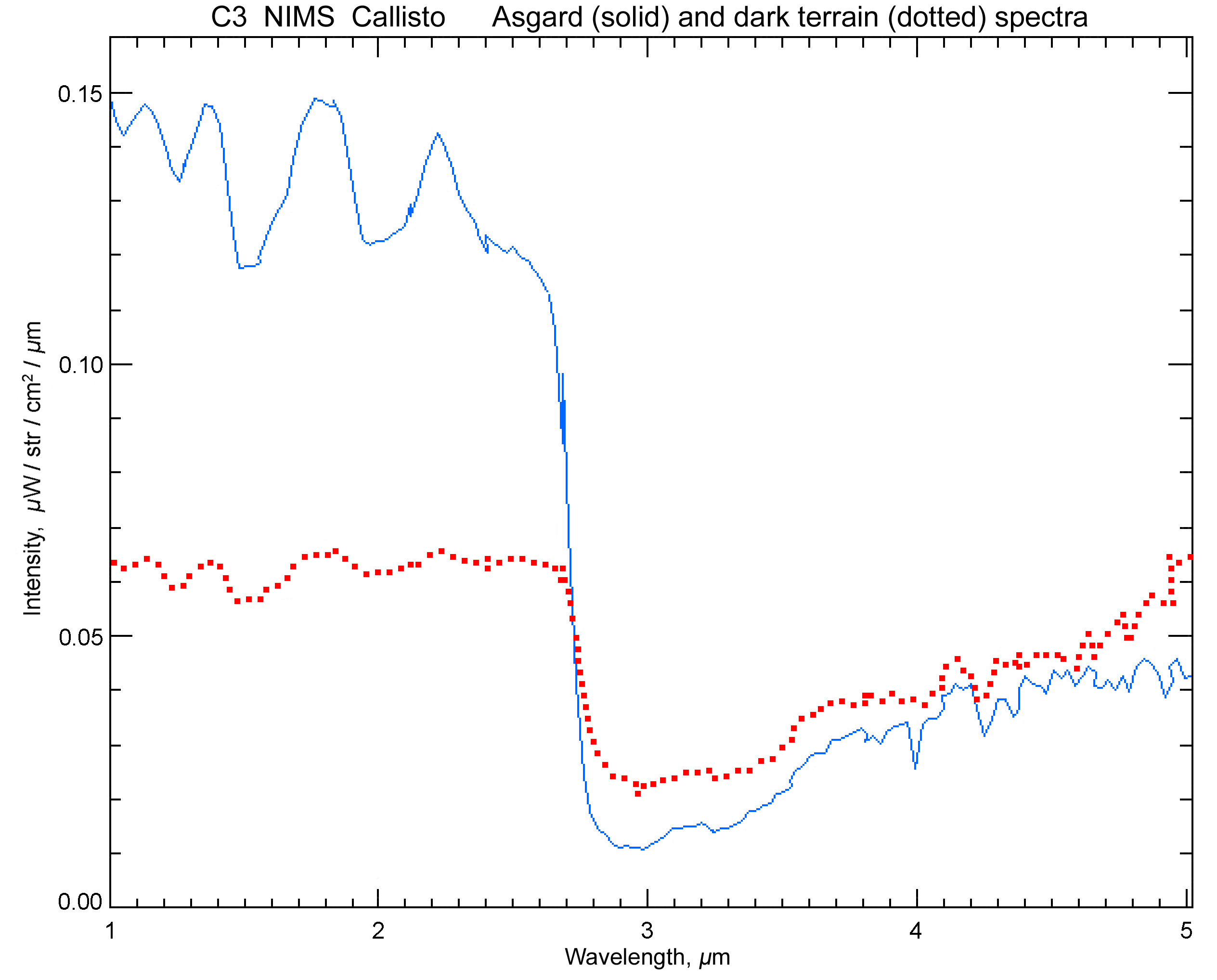
Espectro infravermelho próximo de planícies escuras com crateras (em vermelho) e a cratera Asgard (em azul), mostrando a presença de mais gelo de água (bandas de absorção de 1 a 2 µm) e menos material rochoso na cratera.

A densidade média de Calisto, 1,83 g/cm³, sugere uma composição de aproximadamente partes iguais de material rochoso e gelo de água, com alguns gelos voláteis adicionais como amônia. A fração da massa de gelo é de entre 49% e 55%. A composição exata de componentes rochosos de Calisto não é conhecida, mas é provavelmente próxima à composição de condritos ordinários de tipo L/LL, que são caracterizados por menos ferro, menos ferro metálico e mais óxido de ferro do que condritos H. A relação de peso entre o ferro e o silício em Calisto é de 0,9:1,3, enquanto no Sol é de 1:8. A superfície de Calisto tem um albedo de 20%. Pensa-se que a composição de sua superfície é muito parecida à composição de suas outras partes. A espectroscopia em infravermelho próximo revelou a presença de bandas de absorção de gelo e água em comprimentos de onda de 1,04, 1,25, 1,5, 2,0 e 3,0 micrômetros. O gelo de água parece estar em toda a superfície de Calisto, com uma fração de massa de 25% a 50%. Análises do espectro em alta resolução, em infravermelho próximo e em ultravioleta obtido pela sonda Galileu revelaram vários materiais que não são gelos: silicatos hidratados de magnésio e ferro, dióxido de carbono, dióxido de enxofre, e possivelmente amônia e vários compostos orgânicos. Dados espectrais indicaram que a superfície da lua é extremamente heterogênica em uma escala pequena. Pequenas partes brilhantes de gelo de água pura misturam-se com partes de rocha e gelo e grandes áreas escuras que não são compostas por materiais de gelo. A superfície de Calisto é assimétrica; o hemisfério condutor (o hemisfério voltado para a direção do movimento orbital) é mais escuro que o outro. Isso é diferente dos outros satélites de Galileu, onde acontece o contrário. O hemisfério condutor de Calisto tem mais dióxido de enxofre, enquanto o outro parece ter dióxido de carbono. Muitas das crateras de impacto jovens de Calisto, como a Lofn também mostram enriquecimento no dióxido de carbono. A composição da superfície de Calisto, especialmente em áreas escuras, pode ser parecida com a composição de asteroides tipo D.

### Estrutura interna

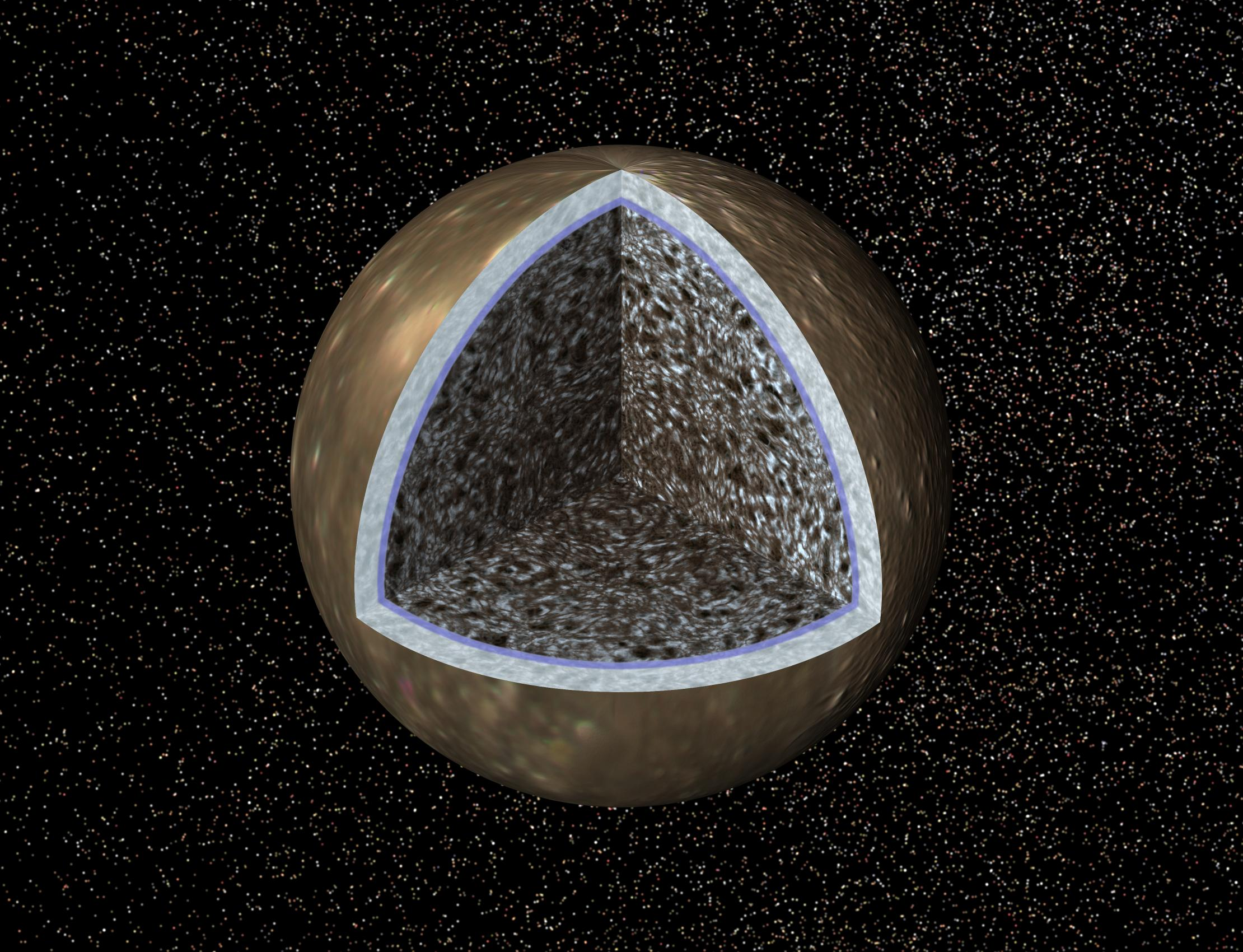
Modelo da estrutura interna de Calisto, mostrando gelo na superfície, uma possível camada de água líquida, e um interior de rochas e gelos.

A superfície de Calisto está no topo de uma fria litosfera que está entre 80 e 150 km de profundidade. Um oceano salgado entre 50 e 200 km de profundidade pode existir abaixo da crosta, indicado por estudos do campo magnético de Júpiter e suas luas. Foi descoberto que Calisto responde às variações do campo magnético de Júpiter como uma esfera condutora, ou seja, o campo não pode penetrar dentro da lua, sugerindo a existência uma camada de um fluido altamente condutor no seu interior com uma espessura de pelo menos 10 km. A existência de um oceano é mais provável se a água contiver uma pequena quantidade de amônia ou outro anticongelante, com mais de 5% do oceano. Nesse caso o oceano pode ter de 250 a 300 km de profundidade. Se o oceano não existir, a litosfera de gelo pode ser mais profunda, com cerca de 300 km de profundidade. Abaixo da litosfera e do possível oceano, o interior de Calisto não é inteiramente uniforme, mas também não tem uma variabilidade muito grande. Dados obtidos pela sonda Galileu mostram que seu interior é composto de rochas e gelos comprimidos, com a quantidade de rochas aumentando com a profundidade. A densidade e momento de inércia são compatíveis com a existência de um pequeno núcleo de silicato no centro de Calisto. O raio do núcleo pode ser de até 600 km, e a densidade pode ser de 3,1 e 3,6 g/cm³, em contraste significativo ao interior de Ganimedes.

### Características da superfície

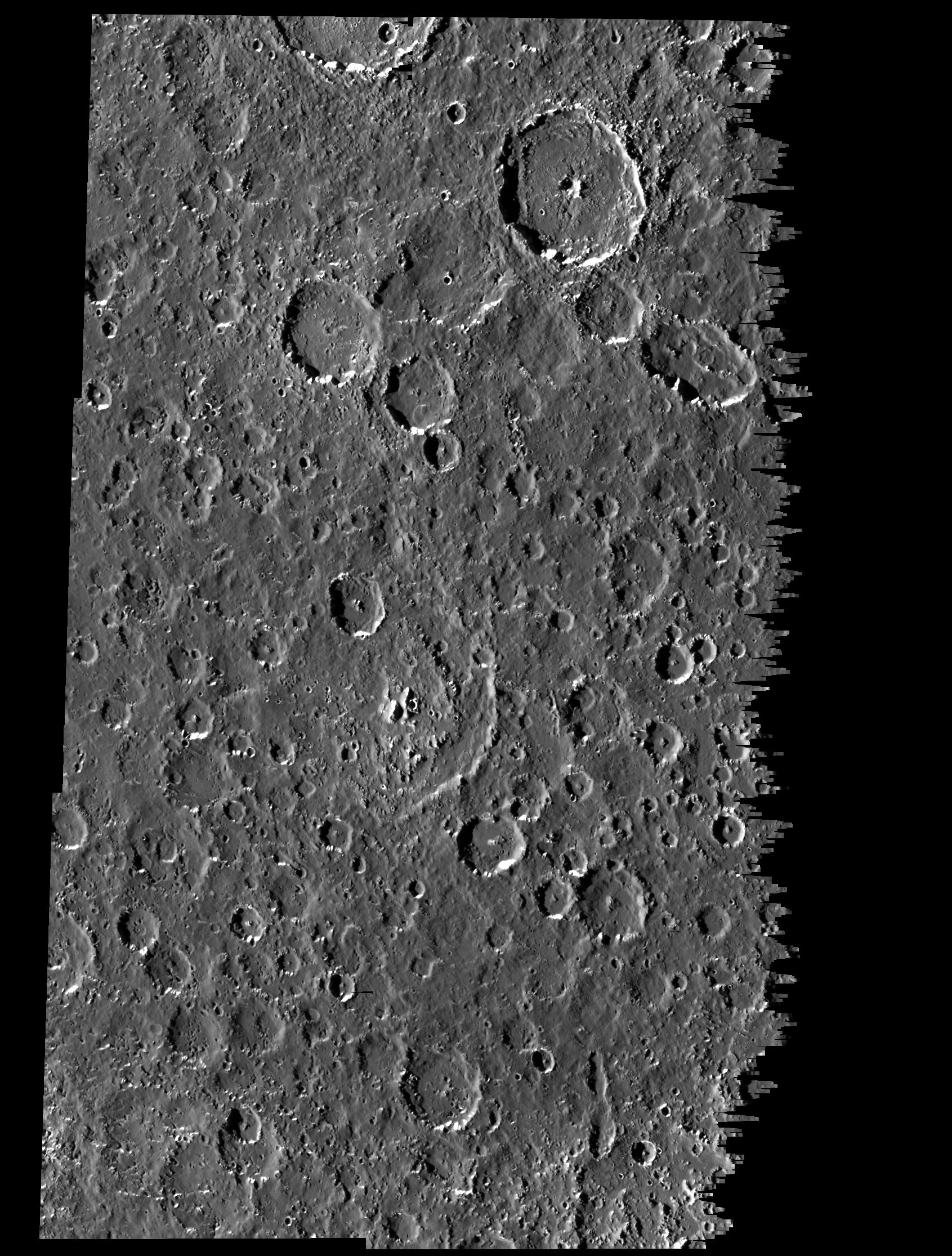
Imagem da sonda Galileu de planícies com crateras.

A superfície de Calisto é uma das mais cheias de crateras do Sistema Solar. A densidade de crateras é muito próxima à saturação: qualquer nova cratera tende a apagar uma outra. A geologia em larga escala é relativamente simples; em Calisto, não há grandes montanhas, vulcões ou outras características tectônicas. As crateras de impacto e estruturas de múltiplos anéis, juntos com fraturas, escarpas e depósitos, são as únicas características grandes da superfície. A superfície de Calisto pode ser dividida em várias partes geológicas diferentes: planícies de crateras, planícies claras, planícies brilhantes e escuras, e várias unidades associadas a estruturas de múltiplos anéis e crateras de impacto. As planícies de crateras são a maior parte da superfície, e representam a antiga litosfera, uma mistura de gelo e material rochoso. As planícies claras incluem crateras de impacto brilhantes como a Burr e a Lofn, assim como os restos de crateras apagadas chamadas de palimpsestos, as partes centrais de estruturas de anéis múltiplos, e partes isoladas nas planícies de crateras. Essas planícies claras podem ser depósitos de crateras de gelo. As planícies brilhantes e lisas constituem uma fração pequena da superfície de Calisto e são achadas em zonas próximas às crateras Valhalla e Asgard e em zonas isoladas nas planícies de crateras. Imagens da sonda Galileu mostraram que as planícies brilhantes e lisas estão relacionadas com um terreno muito fraturado e áspero e não apresenta nenhum sinal de desgaste. As imagens da Galileu também revelaram áreas pequenas, escuras e lisas que cobriam uma área de 10 000 km², que parecem cercar o terreno próximo. Elas são possíveis depósitos de criovulcões. As planícies claras e as diversas planícies lisas são um pouco mais jovens e têm menos crateras do que as planícies de crateras.

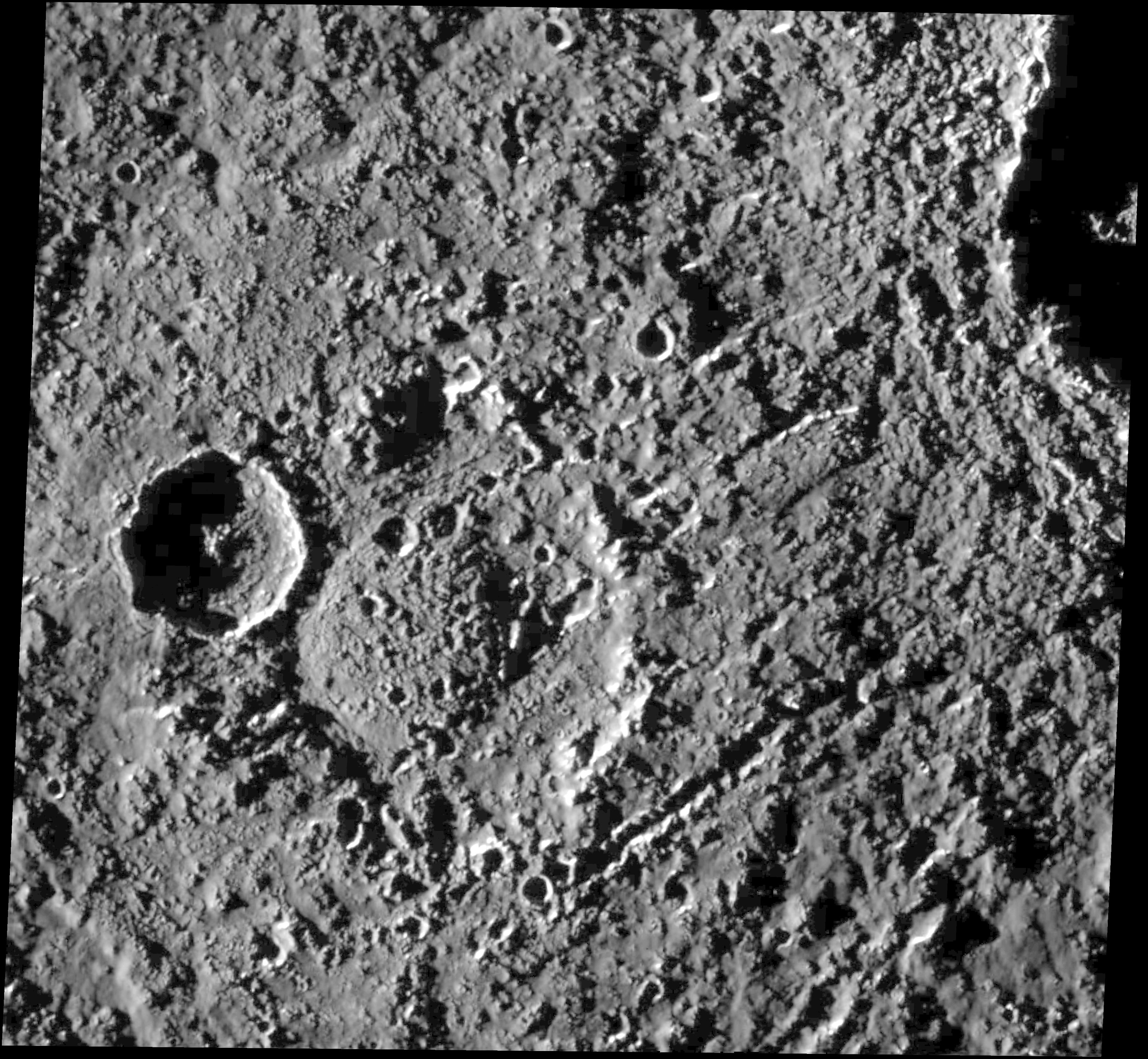
A cratera de impacto Hár.

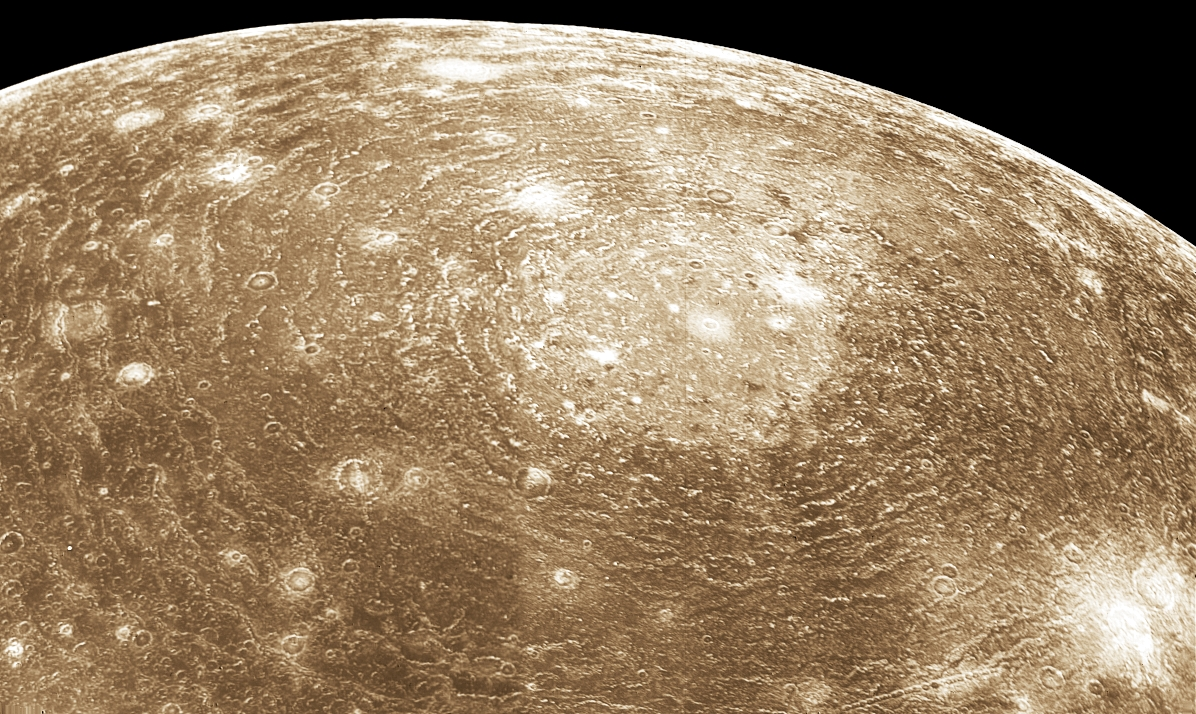
Imagem da sonda Voyager 1 de Valhalla, uma estrutura de impacto de múltiplos anéis com de diâmetro.

O diâmetro das crateras de impacto de Calisto vai de 0,1 km (um limite definido por resolução de imagem) até 100 km, não contando as estruturas de múltiplos anéis. Crateras pequenas, com um diâmetro de menos de 5 km, têm formas de bacia ou de fundo plano. As crateras de 5 a 40 km de diâmetro geralmente têm um pico central. Crateras com diâmetro de 25 a 100 km, como a Tindr, têm um buraco no centro, em vez de picos. As maiores crateras, com pelo menos 60 km de diâmetro, podem ter uma cúpula no centro, que são o resultado de levantamentos tectônicos após um impacto. Um pequeno número de crateras muito grandes e brilhantes, com mais de 100 km de diâmetro, mostram anomalias na geometria da cúpula. Essas crateras são estranhamente rasas e podem ser uma transição de acidente geográfico para as estruturas de múltiplos anéis, como a cratera Lofn. As crateras de Calisto são mais rasas do que as da Lua. Os maiores acidentes geológicos de impacto em Calisto são as estruturas de múltiplos anéis. Valhalla é a maior, com uma região central brilhante de 600 km de diâmetro, e anéis que se estendem a até 1 900 km do centro (veja imagem). A segunda maior é Asgard, que mede cerca de 1 600 km de diâmetro. Estruturas de anéis múltiplos provavelmente são o resultado da fratura concêntrica da litosfera após o impacto, que está situada em uma camada de material líquido, possivelmente um oceano. As cadeias de crateras são longas linhas de crateras de impacto. Elas provavelmente foram criadas por objetos que foram despedaçados devido a forças de maré de Júpiter antes de impacto em Calisto, ou por objetos muito oblíquos.
Pequenos pedaços de gelo de água pura com um albedo de mais de 80% são achados na superfície de Calisto, cercados por muito material escuro. Imagens da Galileu em alta definição mostraram que os pedaços brilhantes predominam em lugares elevadas: bordas levantadas de crateras, escarpas, tergos, montanhas e colinas altas. É provável que eles sejam pequenos depósitos de geada da água. O material escuro geralmente está nas áreas planas mais baixos ao redor dos pedaços de gelo de água.

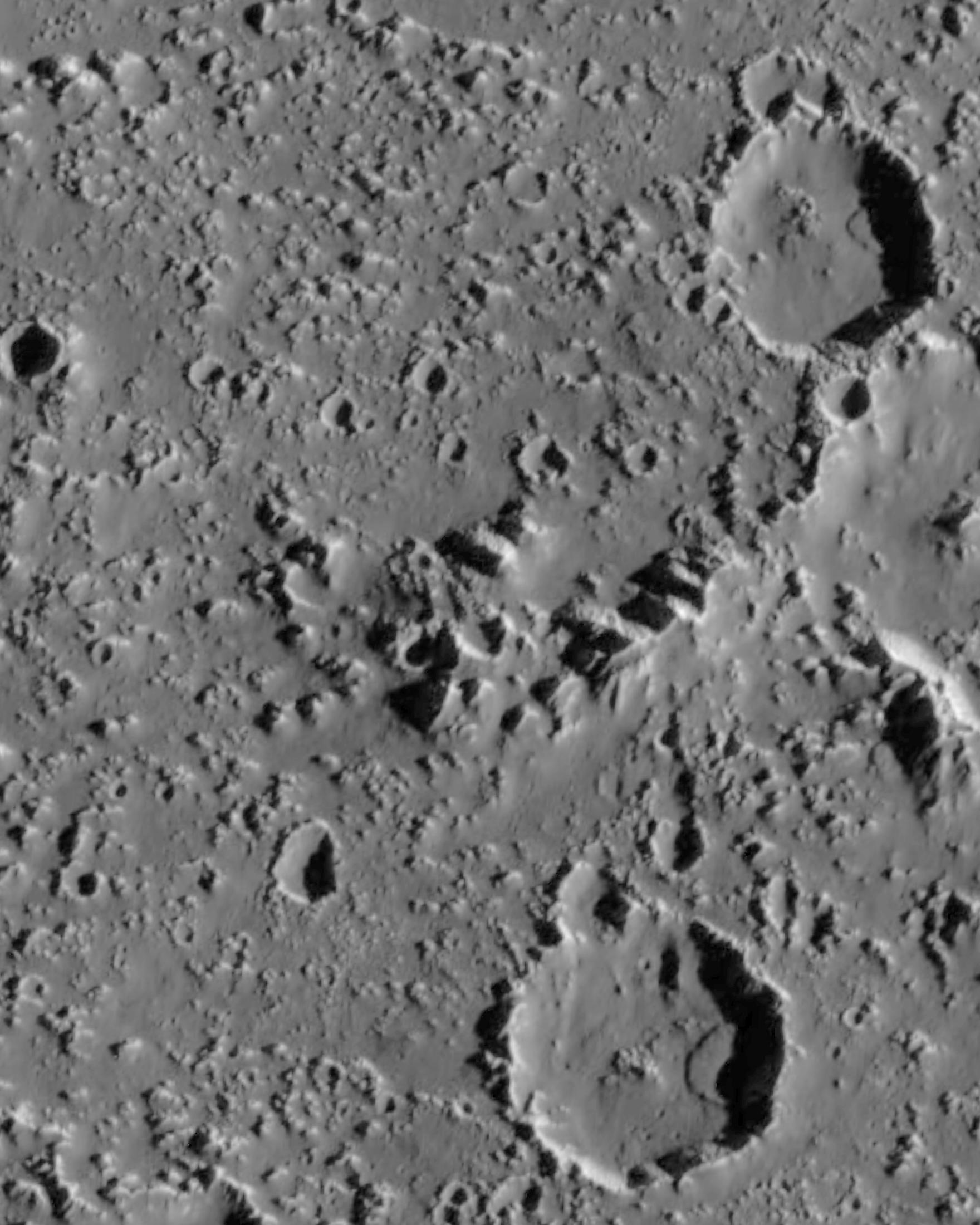
Deslizamentos de terra de 3-3,5 km de extensão em Calisto.

Em uma escala de quilômetros, a superfície de Calisto está mais degradada do que a superfície dos outros satélites de Galileu. Tipicamente, não há muitas crateras com um diâmetro menor que 1 km em comparação com as planícies escuras de Ganimedes, por exemplo. Em vez de pequenas crateras, a superfície de Calisto possui pequenas colinas e depressões. Pensa-se que as colinas representam restos das bordas levantadas de crateras degradadas por um processo desconhecido. O processo mais provável disso é a sublimação do gelo, que pode ser possível com uma temperatura de 165 K, alcançada no ponto subsolar. Essa sublimação de água ou de outros voláteis do gelo sujo (a rocha matriz) causa sua decomposição. Os restos que não são gelo formam avalanches de detritos que descem na encosta das crateras. Essas avalanches também são observadas próximas e dentro de crateras de impacto, e são chamadas de "aventais de detritos". Às vezes as paredes das crateras são cortadas por várias incisões parecidas com vales, que lembram algumas características da superfície de Marte. Na hipótese da sublimação do gelo, o material escuro é interpretado como uma manta de detrito que não é feita de gelo, que se originou da borda de cratera alta degradada e cobriu uma rocha de gelo. A idade relativa das diferentes unidades na superfície de Calisto pode ser determinada a partir da quantidade de crateras de impacto existentes. Quanto mais antiga a superfície, maior será a quantidade de crateras de impacto nela. A idade absoluta não foi determinada, mas baseando-se em considerações teóricas, acredita-se que as planícies com crateras tenham cerca de 4,5 bilhões de anos de idade, sendo quase da formação do sistema solar. A idade das estruturas com multi-anéis e crateras de impacto dependem das taxas de crateras escolhidas como base e são estimadas por diferentes autores variando entre 1 e 4 bilhões de anos.

### Atmosfera e ionosfera

Campo magnético induzido em volta de Calisto.

Calisto tem uma tênue atmosfera composta de dióxido de carbono. Foi detectada pelo dispositivo de Near Infrared Mapping Spectrometer (Espectômetro de Mapeamento do Infravermelho Próximo) a partir da característica perto do comprimento de onda de 4,2 micrômetros. A pressão na superfície é estimada em 7,5 x10−12 bar (0,75 µPa) e densidade da partícula entre 4x108 cm−3. Por causa desta fina atmosfera se perder em apenas 4 dias (ver escape atmosférico), deve existir uma constante reposição, possivelmente da lenta sublimação do gelo seco da crosta congelada do satélite, que seria compatível com a hipótese de sublimação-degradação para a formação das saliências na superfície. A ionosfera foi detectada durante os sobrevoos da sonda Galileu; sua alta densidade eletrônica de 7–17x104 cm−3 não pode ser explicada apenas pela fotoionização da atmosfera de dióxido de carbono. Portanto, suspeita-se que a atmosfera de Calisto é atualmente dominada pelo oxigênio molecular (em quantidades de 10 a 100 vezes maior que o CO2). Entretanto, o oxigênio não foi ainda diretamente detectado na atmosfera do satélite. Observações com o Hubble estabeleceram um limite superior na concentração possível na atmosfera, baseado na falta de detecção, que ainda é compatível com as medições da ionosfera. Ao mesmo tempo o Hubble foi capaz de detectar oxigênio condensado preso na superfície de Calisto.

## Origem e evolução
A diferenciação parcial de Calisto (deduzida por exemplo a partir das medições do momento de inércia) significam que o satélite nunca foi aquecido o suficiente para derreter o gelo de sua constituição. Então, o modelo mais favorável para sua formação é a lenta acreção na baixa densidade da subnebulosa jupiteriana—um disco de gás e poeira que existiu em torno de Júpiter após sua formação. Tal estágio de acreção prolongado iria permitir o resfriamento para manter grande parte do calor acumulado causado por impactos, decaimento radioativo e contração, através disso prevenindo o derretimento e rápida diferenciação. A escala de tempo possível para a formação de Calisto está situada entre 0,1 milhões–10 milhões de anos.

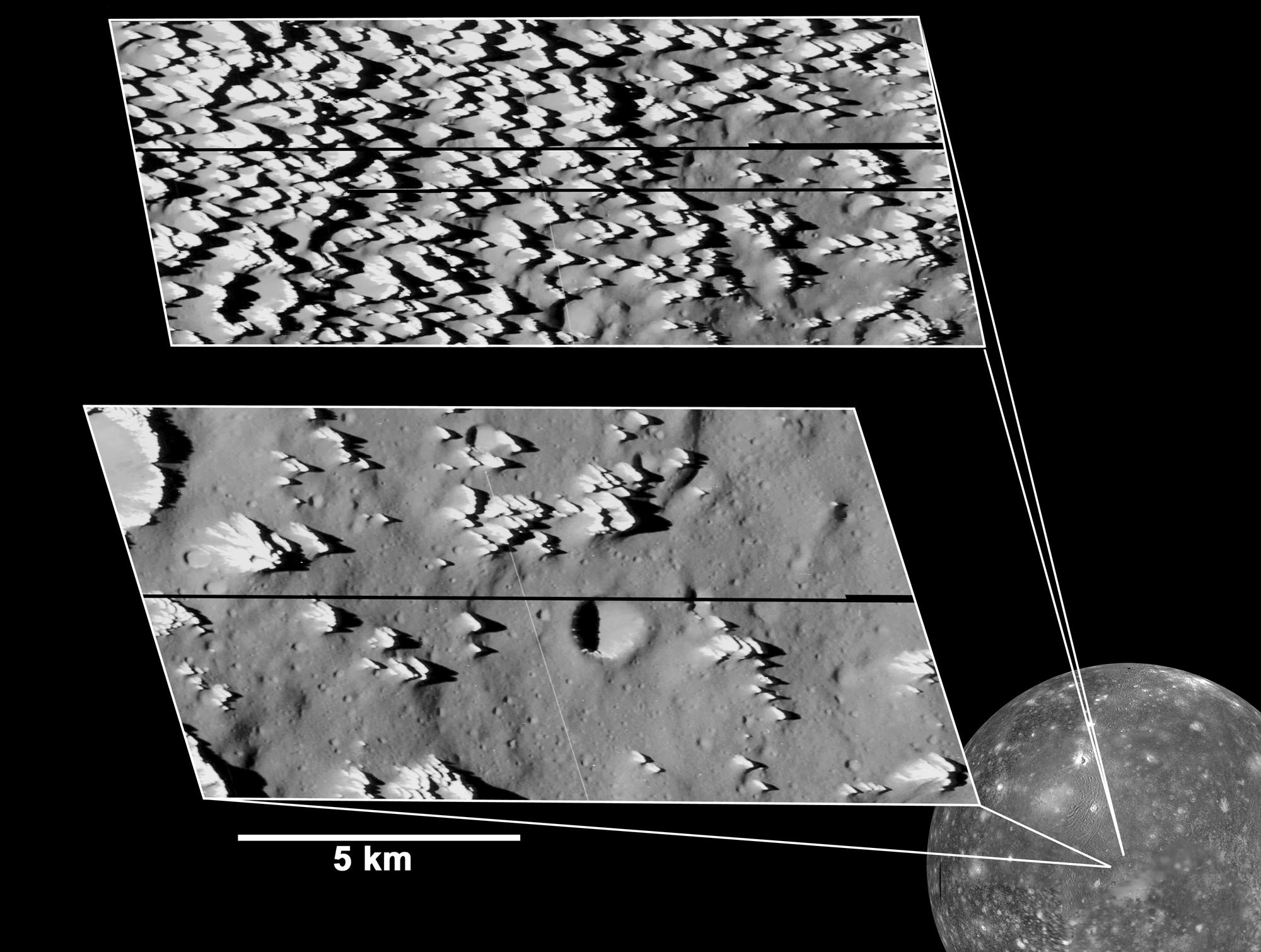
Visões da erosão (topo) e saliências de gelo (fundo) mais erodidas (~100 m de resolução), possivelmente formado a partir da ejecta de uma antiga cratera de impacto.

A evolução posterior de Calisto após a acreção foi determinada pelo balanço do aquecimento radioativo, resfriamento através da condução térmica perto da superfície, e o estado sólido e convecção subsólida no interior do satélite. Detalhes da convecção subsólida no gelo são as principais fontes de incerteza nos modelos de todas as luas geladas. É conhecido se desenvolver quando a temperatura é suficiente próxima do ponto de fusão, devido à dependência da temperatura da viscosidade do gelo. A convecção subsólida de corpos de gelo é um processo lento de movimento na ordem de 1  centímetro por ano, mas é, de fato, um mecanismo de resfriamento bastante efetivo em longas escalas de tempo. Acredita-se proceder o então chamado regime da tampa estagnada, onde uma firme camada de gelo externa do satélite conduz o calor sem convecção, enquanto o gelo abaixo conduz calor no regime subsólido. Para Calisto, a camada exterior de condução corresponde à fria e rígida litosfera com uma espessura de aproximadamente 100 km. Sua presença explicaria a falta de sinais de atividade endogênica na superfície do satélite. A convecção nas partes interiores de Calisto poderiam se estender em camadas, porque sob as altas pressões encontradas, o gelo de água existe em diferentes fases cristalinas começando com o gelo I na superfície até o gelo VII no centro. O começo precoce da convecção subsólida no interior de Calisto poderia ter prevenido o derretimento em larga escala do gelo e qualquer diferenciação planetária resultante que de outro modo teriam formado um grande núcleo rochoso e um manto de gelo. Porém devido ao processo de convecção, uma lenta e separação parcial e diferenciação de rochas e gelos dentro de Calisto tem se procedendo na escala de tempo de bilhões de anos e pode estar continuando até hoje.

Comparação de tamanho entre a Terra, a Lua e Calisto.

O entendimento atual da evolução de Calisto permite a existência de uma camada ou "oceano" de água liquida em seu interior. Isto é associado com o comportamento anômalo da temperatura de fusão da fase de gelo I, que diminui com a pressão, atingindo temperaturas tão baixas quanto 251 K a 2 070 bar (207 MPa). Em todos os modelos realísticos de Calisto a temperatura da camada entre 100 e 200 km de profundidade é muito próxima, ou excede levemente, esta temperatura de fusão anômala. A presença de pequenas quantidades de amônia—aproximadamente 1–2% por peso—quase garante a existência de líquido porque a amônia iria abaixar a temperatura de fusão mais ainda. Enquanto Calisto é muito similar em propriedades a Ganimedes, tem aparentemente uma história geológica muito mais simples. A superfície parece ter sido formada principalmente por impactos e outras forças exogênicas. Ao contrário de seu vizinho Ganimedes com sua área entrilhada, existem poucas evidências de atividades tectônicas. Explicações que tem sido propostas para os contrastes no calor interno e consequente diferenciação e atividade geológica entre Calisto e Ganimedes incluem diferenças nas condições de formação, e o maior aquecimento de maré experimentado por Ganimedes, e os mais numerosos e energéticos impactos que teria sofrido Ganimedes durante o intenso bombardeamento tardio. A história geológica relativamente simples de Calisto provê aos cientistas planetários um ponto de referência para comparação com outros mundos mais complexos e ativos.

## Possibilidade de vida no oceano
Assim como com Europa e Ganimedes, tem surgido a ideia de que a vida microbiana extraterrestre pode existir no oceano de baixo da superfície de Calisto. Entretanto, as condições para a vida surgir parecem ser menos favoráveis em Calisto do que em Europa. A principal razão é a falta de contato com material rochoso e o fraco fluxo de calor do interior do satélite. O cientista Torrence Johnson citou as seguintes comparações das probabilidades de vida em Calisto com as outros satélites de Galileu:
| “ | Os ingredientes básicos para a vida—o que nós chamamos de 'química pré-biótica'—são abundantes em muitos objetos do sistema solar, tais como cometas, asteroides e satélites glaciais. Os biologistas acreditam que água e energia são então necessárias para atualmente suportar a vida, então é excitante encontrar outro lugal onde possa haver água líquida. Porém, energia é outro assunto, e atualmente, o oceano de Calisto está sendo aquecido somente por elementos radioativos, enquanto que Europa tem energia de marés também, devido a uma proximidade maior de Júpiter | ” |

Baseado nas considerações mencionadas acima e de outras observações científicas, acredita-se que de todas os satélites galileanos de Júpiter, Europa tem a maior chance de suportar a vida microbiana.

## Exploração
As sondas Pioneer 10 e Pioneer 11, enviadas a Júpiter no início da década de 1970, contribuíram com poucas informações novas sobre Calisto em relação com o que já era conhecido a partir de observações terrestres. As melhores descobertas aconteceram depois com os sobrevoos da Voyager 1 e 2 em 1979–1980. Elas fotografaram mais da metade da superfície do satélite com uma resolução de 1–2 km, e mediram com precisão sua temperatura, massa e aspecto. Uma segunda rodada de exploração continuou de 1994 a 2003, quando a Galileu realizou oito aproximações de Calisto, com o último sobrevoo a apenas 138 km da superfície. A órbita da Galileu completou as imagens da superfície e produziu imagens com resolução superior a 15 metros de áreas selecionadas do satélite. Em 2000, a sonda Cassini–Huygens, que seguia em direção a Saturno, obteve espectros de infravermelho de alta qualidade dos satélites de Galileu, incluindo Calisto. Entre fevereiro e março de 2007, a sonda New Horizons, que está a caminho de Plutão, obteve novas imagens do espectro de Calisto. Com o lançamento proposto para 2020, a Europa Jupiter System Mission (EJSM) é uma proposta de exploração conjunta da NASA e ESA das luas jupiterianas. Em fevereiro de 2009 foi anunciado que a ESA/NASA haviam dado prioridade a esta missão do que a Titan Saturn System Mission, tendo a contribuição da ESA ainda enfrentando competição de outros projetos da agência. A EJSM consiste de uma sonda orbital da NASA para o satélite Europa, uma sonda orbital da ESA para o satélite Ganimedes, uma sonda orbital para a magnetosfera jupiteriana da JAXA, e possivelmente uma sonda da Roscosmos com o objetivo de pousar na superfície do satélite.

## Potencial colonização

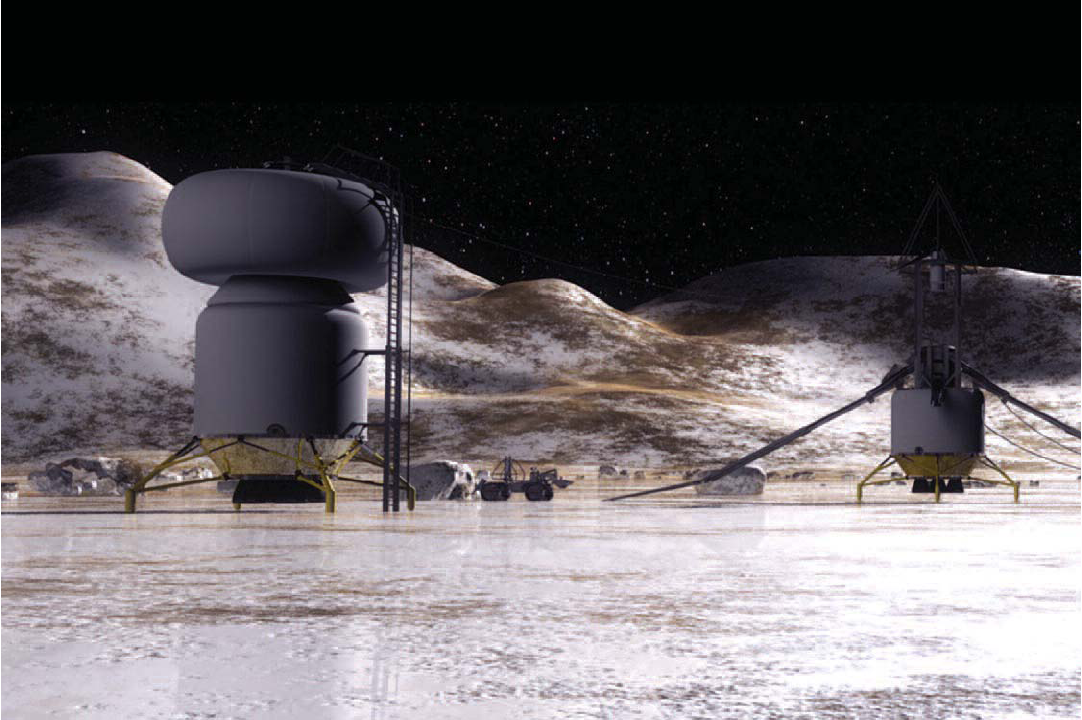
Impressão artística de uma base de exploração em Calisto.

Em 2003 a NASA conduziu um estudo conceitual denominado Human Outer Planets Exploration (Exploração Humana nos Planetas Exteriores) relativo ao futuro da exploração humana do sistema solar exterior. O local escolhido para ser considerado em detalhes foi Calisto.
Foi proposto que seria possível construir uma base na superfície de Calisto que poderia produzir combustível para posterior exploração do Sistema Solar. As vantagens da base nesta lua incluiriam a baixa radiação devido à distância de Júpiter e à estabilidade geológica. Poderia também facilitar a exploração remota de Europa, ou ser o local ideal para uma estação intermediária prestando serviços a espaçonaves rumo a locais mais distantes do Sistema Solar, utilizando a gravidade assistida de um sobrevoo em Júpiter após decolar de Calisto.
Num relatório de dezembro de 2003, a NASA disse que uma tentativa de uma missão tripulada para Calisto poderia ser possível na década de 2040.